# Marcin de Urzędów
Marcin de Urzędów (em polonês/polaco:  Marcin z Urzędowa; Urzędów, Lublin, Polônia, ca. 1500 – Sandomierz, 22 de junho de 1573) foi um padre católico romano, médico, farmacêutico e botânico polonês, conhecido especialmente por seu Herbarz polski ("Herbário Polonês").
Marcin, filho de Szymon, nasceu ca. 1500-1502 em Urzędów, Lublin, Polônia. De 1517 a 1525 estudou na Universidade Jaguelônica em Cracóvia. Após a graduação permaneceu na universidade como professor de física, matemática, lógica e filosofia. Tornou-se diretor do Collegium Minus da universidade em 1529 e foi nomeado decano em 1533, no mesmo ano em que foi ordenado sacerdote. Entre 1533 e 1535 continuou seus estudos na Universidade de Pádua, Itália, onde obteve o grau de Doutor em Medicina. Mais tarde viajou para Veneza, Suíça e Hungria otomana.
Ao retornar à Polônia, recebeu um prebendário em Sandomierz. Marcin tornou-se pastor na paróquia de Urzędów em 1544 e adicionalmente em outra paróquia na vizinha Modliborzyce em 1546. Em 1563 tornou-se cânone na Catedral de Sandomierz.
Marcin administrou o hospital em Sandomierz e, até 1561, trabalhou como médico da corte de Jan Amor Tarnowski. Entre 1542 e 1557 escreveu sua magnum opus de dois volumes, cujo título completo é Herbarz polski, to iest o przyrodzeniu zioł y drzew rozmaitych, y innych rzeczy do lekarztw należących ("Herbário Polonês, ou Da Complexidade de Ervas e Árvores Diversas, e Outras Coisas das quais Compreendem os Medicamentos").
Marcin de Urzędów morreu em 22 de junho de 1573 em Sandomierz, onde foi enterrado. O "Herbário Polonês" foi publicado em 1595, ou seja, 22 anos após a morte de seu autor.